# Castillo de Bará
El castillo de Bará es un edificio de Roda de Bará (Tarragona) declarado Bien Cultural de Interés Nacional.

## Descripción
Desaparecido, probablemente estuviera emplazado en el lugar donde actualmente se encuentra el santuario de la Virgen de Bará. Junto al santuario hay un complejo residencial con una torre almenada que evoca una construcción defensiva.

## Historia
El complejo residencia actual es el resultado de la modificación a mediados del siglo XX de la antigua masía de Bará, construida probablemente entre los siglos XVI-XVIII. En el XX la masía fue reformada para convertirla en hostal de lujo con apariencia de castillo. Poco después, en los años 60, toda la finca fue comprada por el Banco de España para habilitar una complejo residencial para sus empleados. Esta residencia fue llamada Hostal de los Reyes de Aragón, con la indicación Castillo de Bará. La masía reaprovecha elementos arquitectónicos de la antigua masía fortificada, mientras que la torre fue reformada durante los años 60 o 70 del siglo pasado, siendo desmontada y vuelta a montar nuevamente, aunque se desconoce si sigue el trazado de la antigua torre. 
La masía original, seguramente construida entre los siglos XVI y XVIII, constaba de planta baja, piso y buhardilla, con dependencias anexas como estable, corral, bodega, almacén, prensa de vino y panadería. La torre cuadrangular, originariamente separada de la edificación principal y con el interior hoy en día notoriamente transformado, mide unos 12 metros de altura y unos 3'75 metros de lado.
La finca actual está ajardinada y protegida por una valla que la rodea y permite el acceso sólo a los residentes. La finca incluye la torre de defensa, la masía que reaprovecha elementos originales y otros edificios recientemente construidos. El lugar que ocupa la actual torre y su planta parecen ser los mismos que el original, por lo que es posible que los cimientos y la base de ésta sean todavía los medievales.
A raíz de la Ley 9/93 del Patrimonio Cultural Catalán, este edificio residencial adquirió la categoría de Bien Cultural de Interés Nacional (BCIN) bajo la denominación de Castell de Berà, al considerar que se habría construido sobre los supuestos vestigios de la documentada fortificación medieval.